# Šime Ivić
Šime Ivić (ur. 21 stycznia 1993 w Splicie) – chorwacki piłkarz ręczny, prawy rozgrywający, od 2018 zawodnik Mieszkowa Brześć.

## Kariera sportowa
Był graczem chorwackiego RK Nexe, w barwach którego rozegrał w sezonie 2013/2014 w Lidze SEHA 18 meczów i zdobył 85 goli. W latach 2014–2015 występował w RK Celje – w lidze słoweńskiej wystąpił w 54 spotkaniach, w których rzucił 149 bramek, natomiast w Lidze Mistrzów zdobył w tym okresie 52 gole. W styczniu 2016 przeszedł do francuskiego HBC Nantes, z którym w sezonie 2015/2016 dotarł do finału Pucharu EHF (w przegranym meczu z Frisch Auf Göppingen (26:32) rzucił dwie bramki). We francuskiej ekstraklasie rozegrał 12 spotkań, w których zdobył 31 goli.
W lipcu 2016 przeszedł do Wisły Płock, z którą podpisał dwuletni kontrakt. W sezonie 2016/2017, w którym rozegrał 26 spotkań i zdobył 88 bramek, otrzymał nominację do tytułu najlepszego bocznego rozgrywającego Superligi. Z powodu urazu nie wystąpił jednak w meczach półfinałowych i finałowych polskiej ligi. W Lidze Mistrzów był najlepszym strzelcem płockiej drużyny – w 14 spotkaniach rzucił 60 goli. W sezonie 2017/2018 rozegrał w Superlidze 31 meczów i zdobył 95 bramek, zaś w Lidze Mistrzów wystąpił 14 razy, rzucając 36 goli.
W 2018 przeszedł do Mieszkowa Brześć, z którym podpisał roczny kontrakt. W lipcu 2019 zostanie zawodnikiem HC Erlangen.
W 2010 wywalczył mistrzostwo Europy U-18 w Czarnogórze. W 2012 zdobył srebrny medal mistrzostw Europy U-20 – podczas turnieju rozegranego w Turcji rzucił 25 bramek. W 2013 uczestniczył w mistrzostwach świata U-21 w Bośni i Hercegowinie, w których rozegrał dziewięć meczów i zdobył 36 goli. Zadebiutował również w reprezentacja seniorów. Powołany został do szerokiej kadry na mistrzostwa świata we Francji (2017) i mistrzostwa Europy w Chorwacji (2018).

## Sukcesy
RK Celje
- Mistrzostwo Słowenii: 2014/2015
- Puchar Słowenii: 2014/2015
- Superpuchar Słowenii: 2014, 2015

Reprezentacja
- 1. miejsce w mistrzostwach Europy U-18: 2010
- 2. miejsce w mistrzostwach Europy U-20: 2012

Indywidualne
- 6. miejsce w klasyfikacji najlepszych strzelców Ligi SEHA: 2013/2014 (85 bramek; RK Nexe)[15]